# N.K. Salil
N.K. Salil (nacido como Salil Kumar Naskar) es un guionista y escritor bengalí.
Cuando tenía 17 años, solía escribir guiones para Akashbani. Luego se unió a los seriales diarios como asistente de dirección. Su primera película como guionista fue una película de empresa conjunta indo-bangladesí, 'Ami Sei Meye', en 1998, dirigida por Prosenjit Chatterjee.
También ha escrito guiones para algunas seriales. Además de esto, también ha actuado en algunas películas.

## Filmografía

### Historia / guion / diálogo
1. Ami Sei Meye (1998)
2. Shatruta (2000 Film)
3. Harjeet (2000)
4. Jamaibabu Zindabad (2000)
5. Sonar Sansar (2002)
6. Annadata (2002)
7. Inquilab (2002)
8. Rakhe Hari Mare Ke (2003)
9. Protisodh (2004)
10. "Barood (película de 2004)"
11. "Coolie (película de 2004)"
12. Raja Babu (2004 - Bengalí)
13. Sathi Amar (2004)
14. Devi (2005)
15. Rajmohol (2005)
16. Cheetah (2005)
17. Yuddho (2005)
18. "Hungama (película de 2006)"
19. Hero (2006)
20. Ghatak (2006)
21. "MLA Fatakeshto" (2006)
22. Refugee (2006)
23. Abhimanyu (2006)
24. "Tulkalam" (2007)
25. "Minister Fatakeshto" (2007)
26. "Mahaguru (película de 2007)"
27. "I Love You (película bengalí de 2007)"
28. Tiger (2007)
29. Greptar (2008)
30. "Premer Kahini" (2008)
31. "Takkar (película de 2008)"
32. "Chirodini Tumi Je Amar" (2008)
33. "Mon Mane Na (película de 2008)"
34. "Rajkumar (película de 2008)"
35. Chaowa Pawa (película de 2009)
36. "Challenge (película de 2009)"
37. Ei Prithibi Tomar Amar (2009)
38. Saat Paake Bandha (2009)
39. Keno Kichu Kotha Bolo Na (2009)
40. Bolo Na Tumi Amar (2010)
41. "Amanush (película de 2010)"
42. Josh (película de 2010)
43. Dui Prithibi (película de 2010)
44. Mon Je Kore Uru Uru (2010)
45. Kellafate (2010)
46. "Shedin Dekha Hoyechilo" (2010)
47. Cholo Paltai (2011)
48. Paglu (2011)
49. "Romeo (película de 2011)"
50. "Le Halwa Le" (2012)
51. "Jaaneman (película de 2012)"
52. "Awara (film)" (2012)
53. "Paglu 2" (2012)
54. "Challenge 2" (2012)
55. "Deewana (película de 2013)"
56. "Loveria" (2013)
57. "Rocky (película de 2013)"
58. "Boss (película bengalí de 2013)"
59. "Rangbaaz (película de 2013)
60. Majnu (2013)
61. "Bangali Babu English Mem" (2014)
62. "Arundhati (película de 2014)"
63. "Game (película de 2014)"
64. "Bindaas (película de 2014)
65. "Bachchan (película de 2014)
66. "Herogiri (2015)
67. Royal (2015)

### Actor
- Yuddho (2005)
- "Hero (2006)"
- "MLA Fatakeshto" (2006)
- "Tulkalam" (2007)
- "Minister Fatakeshto" (2007)
- "Premer Kahini" (2008)
- "Chirodini Tumi Je Amar" (2008)
- "Mon Mane Na (película de 2008)"
- Ei Prithibi Tomar Aamar (2009)
- "Keno Kichu Kotha Bolo Na (2009)"
- Mon Je Kore Uru Uru (2010)
- Kellafate (2010)